# Nisaetus
Nisaetus — рід яструбоподібних птахів родини яструбових (Accipitridae). Представники цього роду мешкають в Південній і Південно-Східній Азії. Традиційно їх відносили до роду Орел-чубань (Spizaetus), однак за результатами молекулярно-філогенетичного дослідження, яке показало, що вони є генетично ближчими до чорного орла з монотипового роду Ictinaetus, ніж до американських орлів-чубанів, їх було переведено до відновленого роду Nisaetus.

## Види
Виділяють десять видів:
- Орел-чубань індійський (Nisaetus cirrhatus)
- Орел-чубань флореський (Nisaetus floris)[12]
- Орел-чубань гірський (Nisaetus nipalensis)
- Орел-чубань ширококрилий (Nisaetus kelaarti)[13][14]
- Орел-чубань смугастогрудий (Nisaetus alboniger)
- Орел-чубань яванський (Nisaetus bartelsi)
- Орел-чубань сулавеський (Nisaetus lanceolatus)
- Орел-чубань філіпінський (Nisaetus philippensis)
- Орел-чубань мінданайський (Nisaetus pinskeri)[15][16][17][18]
- Орел-чубань малий (Nisaetus nanus)

## Етимологія
Наукова назва роду Nisaetus походить від сполучення наукової назви роду Nisus Lacépède, 1799 (синонім роду Яструб Accipiter) і слова дав.-гр. αετος — орел.